# Деларажаз, Луи-Анри
Луи́-Анри́ Делаража́з (фр. Louis-Henri Delarageaz; 9 октября 1807, Преверанж — 14 марта 1891, там же) — швейцарский политик и военный деятель.

## Происхождение и семья
Сын богатого крестьянина, мирового судьи и муниципального секретаря Франсуа-Самюэля Деларажаза и Луиз Жоржетт Мойар. С 1835 гола был женат на своей троюродной сестре Луиз-Шарлотт-Франсуаз Брон, дочери крестьянина Франсуа-Анри Брона.

## Биография
Начал трудовую деятельность в виде ученика землеустроителя, одновременно заочно изучал эту профессию в Лозаннской академии. Успешно получил соответствующий диплом в 1831 году, после чего начал собственную практику, одновременно сотрудничая с создателями топографической карты Швейцарии, которая позднее станет известна как «Карта Дюфура».  В 1838 году попытался сдать экзамены на должность нотариуса, но безуспешно. 
Политическую карьеру начал в 1831 году, вступив в Шутцферайн (нем. Schutzverein) — политическую организацию, созданную либеральными политиками страны и призванную бороться за сохранение федерального пакта 1815 года и против Реставрации; позднее стал членом Молодой Швейцарии (части Молодой Европы), в 1835 году вступил в Национальную швейцарскую ассоциацию. В том же 1835 году стал председателем Общего совета Преверанжа, с 1841 года — мэром городка. Был другом и учеником Пьера-Жозефа Прюдона, в течение некоторого времени был близок Этьену Кабе. 

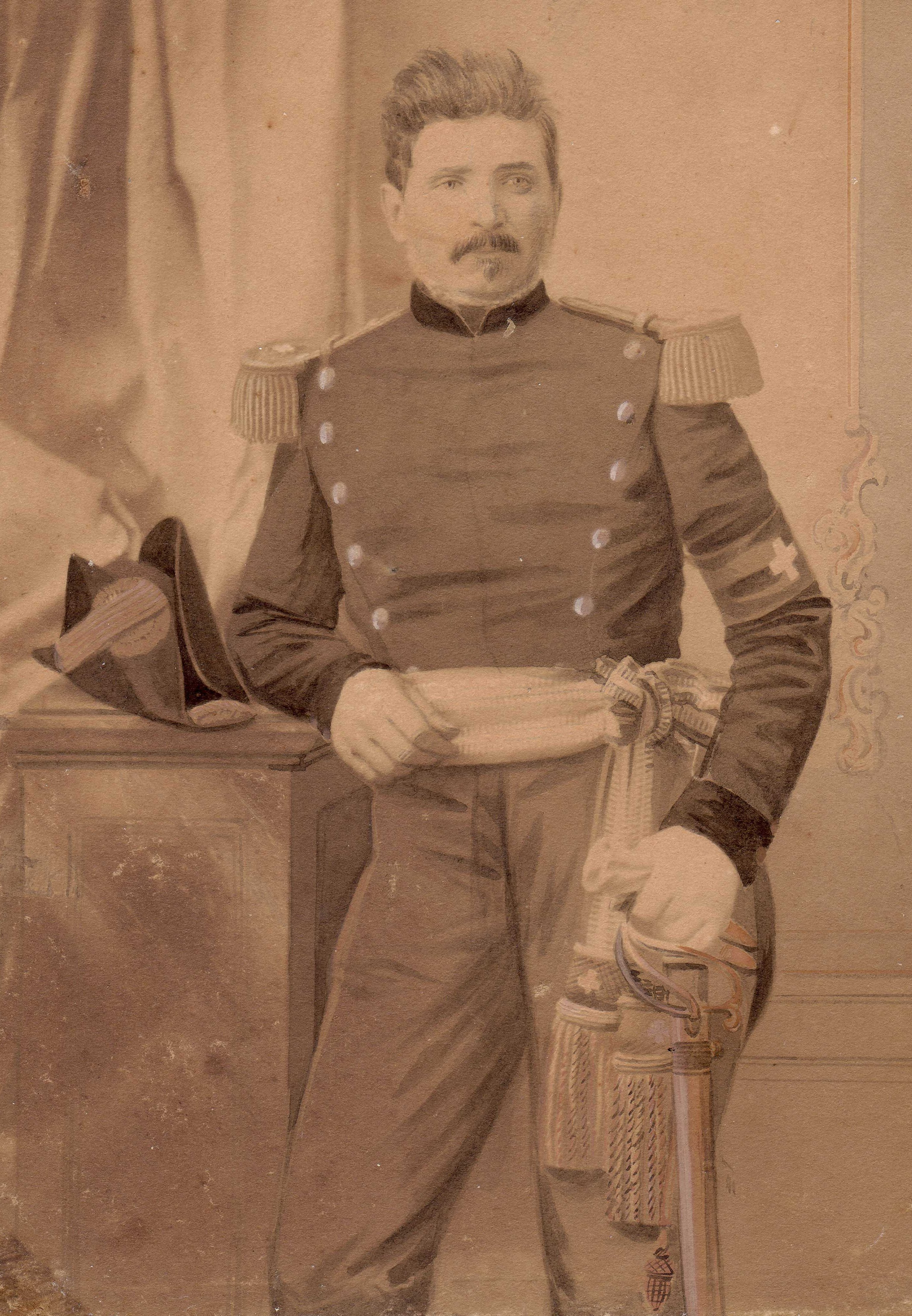
Луи-Анри Делажераз в Базеле. Фото Эли Вольфа, 1857

В 1844 году был одним из основателей Швейцарской патриотической ассоциации, в составе которой был одним из лидеров водуазской революции 1845 года (вместе с Анри Дрюэ). С 1845 года — член Государственного совета (правительства) кантона Во (возглавлял министерства финансов, юстиции и полиции, внутренних дел, военное и общественных работ). После отъезда Дрюэ в 1848 году в Берн, стал неоспоримо самой значительной политической фигурой в кантоне. Был членом Радикально-демократической партии, но при этом явным федералистом, сторонником более тесного объединения кантонов в единую федерацию, издавал газету Nouvelliste vaudois, пропагандировавшую его идеи. С 1857 по 1881 годы — депутат Национального совета Швейцарии. В 1862 году в результате альянса левых радикалов и либералов был вынужден покинуть правительство кантона, но вернулся в него в 1866 года, возглавив с 1869 по 1878 годы военное министерство, а с 1869 по 1878 годы — министерство общественных работ. После ухода из правительства и вплоть до своей отставки в 1881 году голосовал преимущественно с либералами.
Одновременно с политической делал и военную карьеру: подполковник генерального штаба во время Зондербундской войны, в 1847 году — федеральный комиссар в кантонах Фрибур и Вале, с 1855 года — полковник артиллерии.